# Karen (nome)
Karen  è un nome proprio di persona danese, norvegese, islandese, inglese e tedesco femminile.

## Varianti
- Inglese: Caren[1], Karena[1]

## Origine e diffusione
Il nome Karen nasce come forma abbreviata del nome danese Katherine, per poi essere adottato anche da altre lingue.
Nei paesi anglofoni il suo uso è cominciato dagli anni 1930-1940, e fra il 1951 e il 1968, negli Stati Uniti, fu tra i dieci nomi più scelti per le neonate; questa buona diffusione potrebbe essere stata aiutata dal successo del film del 1929 Ombre sul cuore, in cui appare un personaggio con questo nome. A partire dal 2005 il nome Karen è divenuto, per via deonomastica, specialmente nello slang americano, un nome per indicare una donna stereotipata, spesso bianca e di mezza età, percepita come privilegiata, arrogante, insensibile, invadente o eccessivamente esigente, o comunque in generale con caratteristiche negative; la nascita di questo significato, che ha acquisito improvvisamente più popolarità intorno al 2018, è stata supportata, se non ispirata, dal film del 2004 Mean Girls, e da uno spettacolo del comico Dane Cook dell'anno seguente, dai quali vennero tratti numerosi meme di internet. 
Va precisato che, in inglese, si trovano esempi di uso del nome "Karen" datati fino al XVIII secolo, ma in tali casi si trattava di derivati dal nome biblico Kerenhappuch (קֶרֶן הַפּוּך in ebraico, letteralmente "corno di antimonio", il nome della terza figlia di Giobbe in Gb 42:14). Inoltre, questo "Karen" è anche una variante del nome armeno maschile Գարեգին (Garegin), oltre che con un nome giapponese femminile.

## Onomastico
L'onomastico si festeggia lo stesso giorno di Caterina.

## Persone
- Karen Allen, attrice statunitense

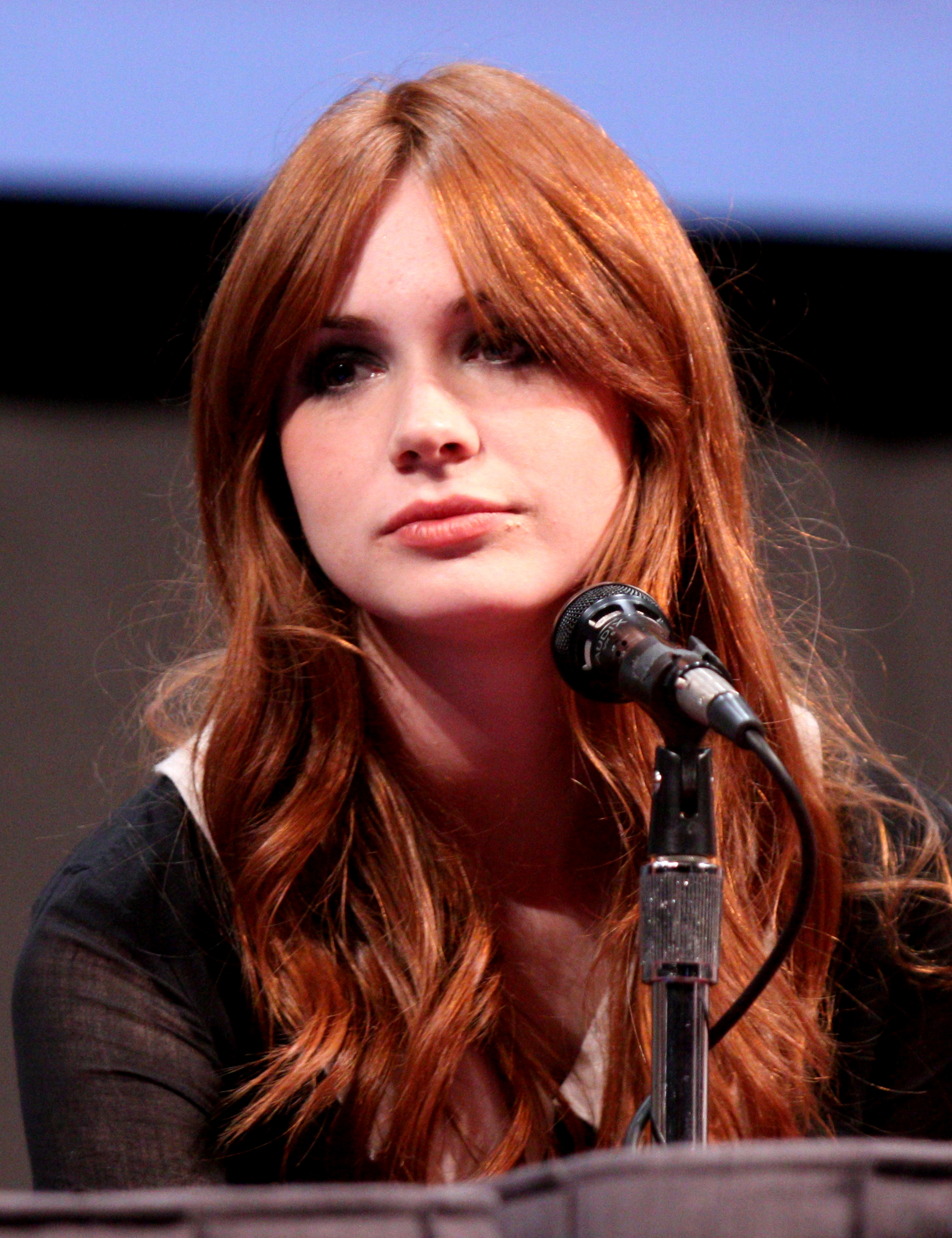
Karen Gillan

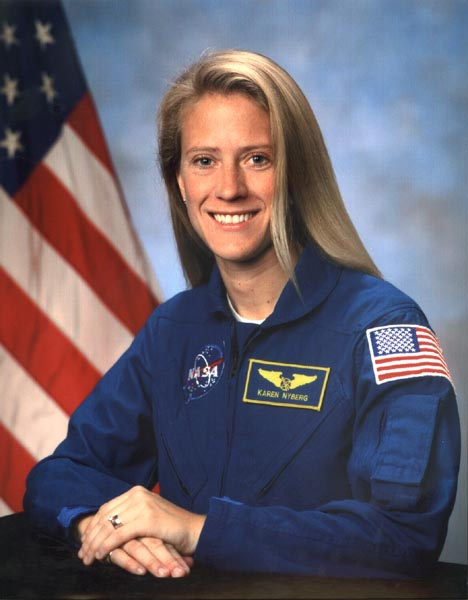
Karen Nyberg

- Karen Andersdatter, contessa danese
- Karen Bass, politica e medico statunitense
- Karen Black, attrice statunitense
- Karen Blixen, scrittrice e pittrice danese
- Karen Carpenter, cantante e batterista statunitense
- Karen Elson, supermodella e cantante britannica
- Karen Gillan, attrice e modella scozzese
- Karen Holtsmark, pittrice norvegese
- Karen Horney, psichiatra e psicoanalista tedesca
- Karen Hughes, giornalista, diplomatica, funzionario e politica statunitense
- Karen Mok, cantante e attrice cinese
- Karen Morley, attrice statunitense
- Karen Nyberg, astronauta e ingegnere statunitense
- Karen Putzer, ex sciatrice alpina italiana
- Karen Uhlenbeck, matematica statunitense

### Variante Caren
- Caren Metschuck, nuotatrice tedesca

## Il nome nelle arti
- Karen è la protagonista della fiaba di Andersen Le scarpette rosse.
- Karen è un personaggio della serie Pokémon.
- Karen Hayes è un personaggio della serie televisiva 24.
- Karen Kasumi è un personaggio della serie manga e anime X.
- Karen è un personaggio del cartone animato Frosty the Snowman e delle altre opere da esso tratto.
- Karen McCluskey è un personaggio della serie televisiva Desperate Housewives.
- Karen Page è un personaggio dei fumetti Marvel Comics.
- Karen Plankton è un personaggio della serie animata SpongeBob.
- Karen Spencer è un personaggio della soap opera Beautiful.
- Karen Vick è un personaggio della serie televisiva Psych.
- Karen Walker è un personaggio della serie televisiva Will & Grace.